# Claudius Wistar Sears
Pour les articles homonymes, voir Sears (homonymie).
Claudius Wistar Sears (8 novembre 1817 - 15 février 1891) est un officier de l'armée des États-Unis, un éducateur et un général confédéré lors de la guerre de Sécession.
Pendant la guerre, Sears appartient à la garnison confédérée qui est capturée à la suite du siège de Vicksburg, en 1863, et est blessé deux fois au combat. Après le conflit, il retourne à l'enseignement.

## Avant la guerre
Claudius Sears naît  dans la ville du Peru, située dans le comté de Berkshire, Massachusetts. Il entre à l'académie militaire de West Point en juillet 1837, et est diplômé, quatre ans plus tard, trente-et-unième  sur 52 cadets. En dépit de sa naissance au Massachusetts, Sears reçoit sa nomination à West Point par l'État de New York. Il est nommé second lieutenant du 8th U.S. Infantry le 1er juillet 1841. Sears et le 8th Infantry combattent en Floride pendant les guerres Séminoles jusqu'à l'automne de 1842.
Sears démissionne de sa commission de l'armée américaine, le 10 octobre 1842. Après un court séjour, enseignant à St. Thomas's Hall à Holly Springs dans le comté de Marshall, au Mississippi, il part en Louisiane et est professeur de mathématiques à l'université de Louisiane (connue maintenant sous le nom de Tulane) à la Nouvelle-Orléans de 1845 à 1859. Sears est ensuite professeur de l'université de Louisiane de 1859 à 1860, enseignant à la fois les mathématiques et la physique. Il retourne à St.Thomas's Hall, en 1860, pour devenir son président jusqu'en 1861.

## Guerre de Sécession
Au début de la guerre de Sécession, en 1861, Sears choisit de suivre la cause confédérée et s'engage dans le 17th Mississippi Infantry en mai et élu capitaine de la compagnie G peu de temps après. Sears et le 17th Infantry combattent lors de la première bataille de Bull Run, le 21 juillet et de la bataille de Ball's Bluff le 21 octobre, et participe au cours de la campagne de la Péninsule de 1862, lors des batailles de Yorktown, Seven Pines, et ses sept jours. Sears combat lors de la bataille d'Antietam au cours de la campagne du Maryland, le 17 septembre.
Le 11 décembre 1862, Sears est nommé colonel du la 46th Mississippi Infantry, et commence son service sur le théâtre occidental. Avec son nouveau régiment, Sears participe au cours de la campagne de Vicksburg de la fin de 1862 à l'été de 1863. Il combat à la bataille de Chickasaw Bayou le 29 décembre 1862, et à la bataille de Port Gibson, le 1er mai 1863, mais pendant les combats de la bataille de Champion Hill, son régiment est mis en réserve.

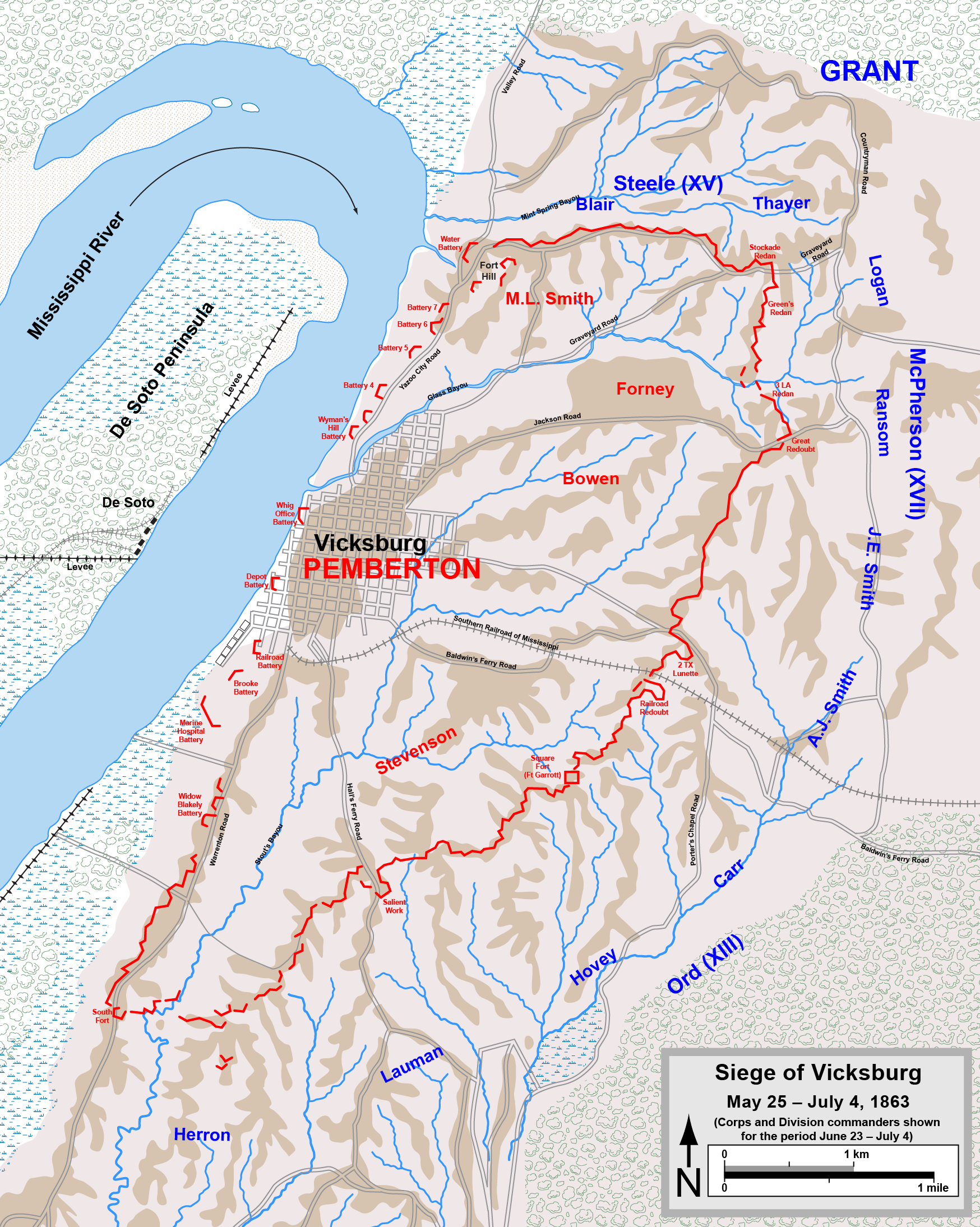
Les défenses de Vicksburg, Mississippi en 1863

Au printemps et à l'été 1863, Sears et son commandement appartiennent à l'armée du Mississippi, dirigée par le lieutenant général John C. Pemberton et défendant la forteresse confédérée à Vicksburg gardant le fleuve Mississippi. Après une période de six semaines de siège de la garnison et sa reddition le 4 juillet, Sears est capturé par les forces de l'Union, et est échangé au cours de l'automne. Le commandant de la brigade de Sears, William E. Baldwin, salue ses performances à Vicksburg, en disant :

« Le colonel Sears, 46th Mississppi, mérite une mention favorable pour sa conduite pendant cette période éprouvante. »

Après avoir été échangé en octobre 1863, Sears retourne à son commandement au début de 1864, plusieurs mois après sa libération sur parole. Le 1er mars, il est promu brigadier général et reçoit l'ordre de rejoindre l'armée du Tennessee. Le 1er avril, sa brigade est ajoutée à la division du major général Samuel G. French, et Sears arrive avec son commandement en mai à Resaca, en Géorgie. Il combat durant la campagne d'Atlanta lors de l'été 1864, et est blessé lors de la bataille d'Adairsville près de Cassville, en Géorgie, le 19 mai.
Sears participe ensuite à la campagne de Franklin-Nashville, fin 1864, prenant part à la bataille d'Allatoona le 5 octobre, à la bataille de Franklin le 30 novembre, et à la bataille de Nashville le 15 décembre, où Sears est grièvement blessé. Au cours des combats, un boulet de canon tue son cheval et l'une des jambes de Sears est sectionnée. Il est emmené pour obtenir des soins vers l'arrière de l'armée du Tennessee alors qu'elle retraite, mais est laissé derrière et est capturé le 27 décembre à Pulaski, Tennessee. Sears est libéré sur parole à Nashville, au Tennessee le 23 juin 1865.

## Après la guerre
Après la guerre, Sears retourne au Mississippi et enseigne les mathématiques et l'ingénierie civile à l'université du Mississippi, de 1865 à 1889. Il meurt deux ans plus tard, à Oxford, dans le comté de Lafayette, au Mississippi, et est enterré dans le cimetière de Saint Peter de la ville.